# Регби в Чехии

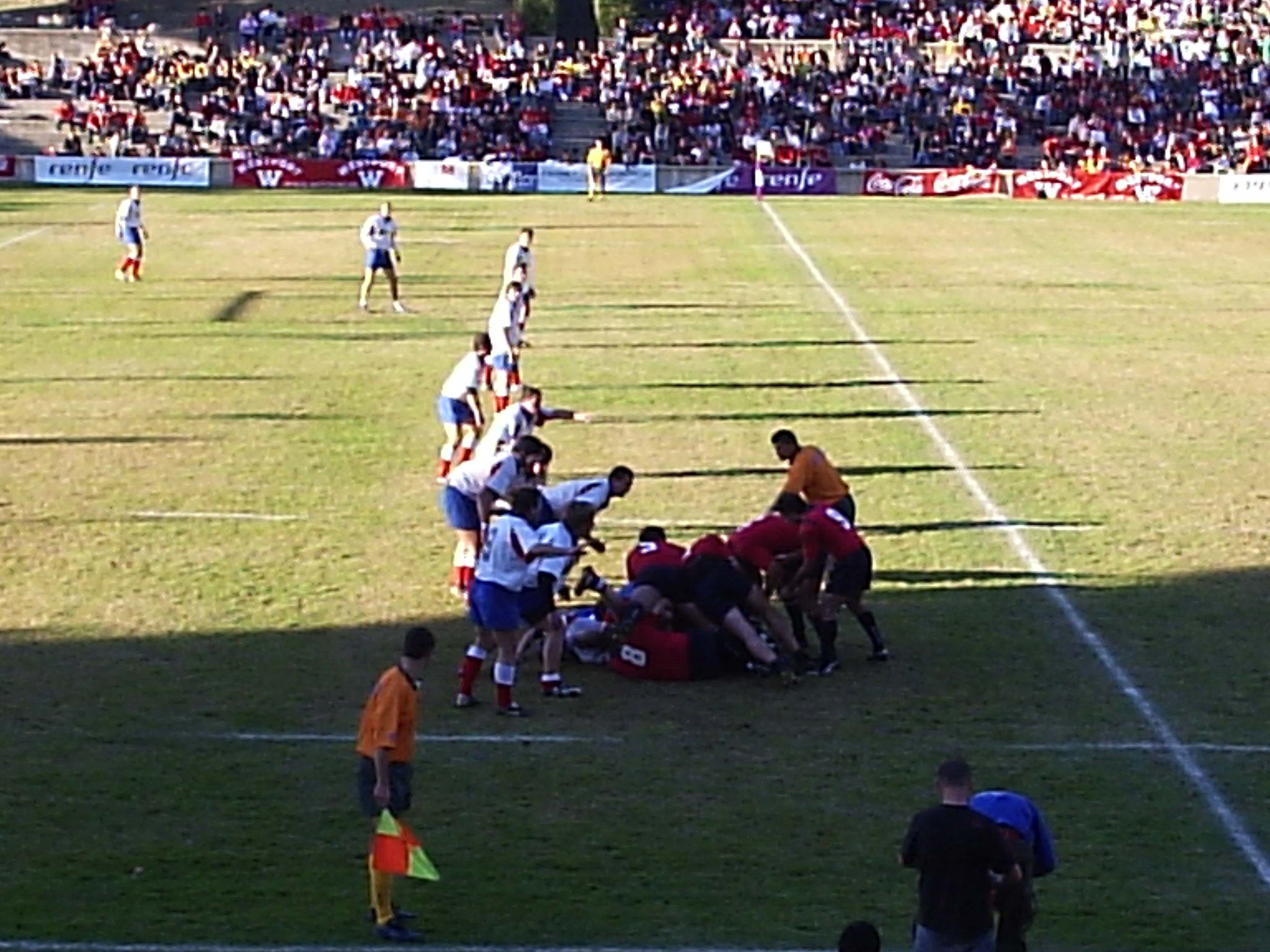
Матч сборных Чехии и Испании, 2007 год

Регби в Чехии является малопопулярным видом спорта. В стране насчитывалось 5172 профессиональных регбиста и 21 регбийный клуб на момент чемпионата мира 2011 года. Сборная Чехии занимает 38-е место в рейтинге World Rugby на 6 мая 2019 года. Чешское регби считается игрой среднего класса, популярной в Праге и Брно. Управлением регби осуществляет Чешский регбийный союз, сооснователь FIRA (ныне правопреемник — Регби Европы) 1934 года и член IRB (ныне World Rugby с 1988 года.

## История
В 1895 году в Чехии, входившей тогда в состав Австро-Венгрии, первую попытку развить регби предпринял Йозеф Рёсслер-Оржовский, который развивал лыжный спорт и теннис. В 1895 году он после путешествия в Англию привёз регбийные мячи и экипировку, организовав попытки проведения матчей с участием Чешского яхт-клуба, однако публика выступила решительно против. Чехословацкий писатель Ондржей Секора, который вернулся из Франции в 1926 году, сумел добиться больших успехов, привезя оттуда регбийный мяч и свод правил. Брно, главный город Моравии, считается колыбелью чехословацкого регби — там был проведён первый регбийный матч между командами «Моравска-Славие» (Брно-Писарки) и «Жижка» (Брно), которые тренировал Секора, который также перевёл на чешский всю терминологию.
Дебютную встречу чехословаки провели в 1927 году, проиграв румынам (6:23) — костяк составляли легионеры из австрийского клуба «Винер Аматор» и братиславской «Славии». В 1928 году был образован Чехословацкий регбийный союз, правопреемником которого считается Чешский регбийный союз. Первым капитаном сборной стал близкий друг Ондржея Секоры Франтишек Рубер.
В 1934 году была основана Международная федерация любительского регби, позже преобразованная в Ассоциацию европейского регби и ставшая ныне Регби Европы: учредителями стали Чехословакия, Франция, Италия, Испания, Каталония, Румыния и Германия. После Второй мировой войны чехословацкое регби развивали Зденек Бархенек, Эдуард Крюцнер и Бруно Кудрна, которые прежде играли в матчах против поляков и немцев. Крюцнер работал президентом Чешского регбийного союза, а Кудрна шесть раз становился лучшим игроком Чехии. В 1956 году сборная Чехословакии сыграла с французами в Тулузе и уступила 3:28. Данный результат стал вехой в развитии игры в стране, поскольку Вторая мировая война оказала крайне негативное воздействие на весь чехословацкий спорт. Помимо этого, против сборной Чехословакии шесть матчей провела сборная СССР — пять матчей в рамках турнира «Социалистическая индустрия» и один матч чемпионата Европы 1985 года.
Распад Чехословакии привёл к образованию отдельных сборных Чехии и Словакии, которые соревнуются в Кубке Европейских наций (он же чемпионат Европы по регби), но ещё не попадали ни разу на чемпионаты мира. В апреле 2009 года в Чехии более половины зарегистрированных игроков составляли дети и подростки. Среди чешских регбистов некоторые отметились выступлениями в чемпионате Франции (Топ-14) — Мартин Ягр и Мартин Кафка.